# 昭和橋通
昭和橋通（しょうわばしとおり）は、愛知県名古屋市中川区の地名。現行行政地名は昭和橋通1丁目から昭和橋通6丁目と昭和橋通9丁目。住居表示未実施。

## 地理
名古屋市中川区南部に位置する。東は福船町、西は下之一色町に接する。

## 歴史

### 町名の由来
中川運河に架かる昭和橋に由来する。町域は国道1号に沿って東西に細長い。

### 沿革
- 1929年（昭和4年）9月 - 昭和橋が竣工する[3]。
- 1938年（昭和13年）
  - 2月10日 - 中川区東起町の一部により、同区昭和橋通が成立[1]。
  - 12月16日 - 中川区中島新町および法華町の各一部を編入する[1]。
- 1940年（昭和15年）10月2日 - 中川区中野新町の一部を編入する[1]。
- 1980年（昭和55年）7月20日 - 一部が高杉町に編入される[1]。
- 1982年（昭和57年）5月16日 - 一部が中島新町三丁目・同四丁目、西中島一丁目・西中島二丁目、法華二丁目に編入される[1]。

## 世帯数と人口
2019年（平成31年）1月1日現在の世帯数と人口は以下の通りである。
| 町丁     | 世帯数  | 人口  |
| -------- | ------- | ----- |
| 昭和橋通 | 504世帯 | 952人 |

### 人口の変遷
国勢調査による人口の推移
| 2000年（平成12年） | 832人   | [ WEB 6 ] |  |
| 2005年（平成17年） | 930人   | [ WEB 7 ] |  |
| 2010年（平成22年） | 1,001人 | [ WEB 8 ] |  |
| 2015年（平成27年） | 998人   | [ WEB 9 ] |  |

## 学区
市立小・中学校に通う場合、学校等は以下の通りとなる。また、公立高等学校に通う場合の学区は以下の通りとなる。なお、小学校は学校選択制度を導入しておらず、番毎で各学校に指定されている。
| 丁目          | 小学校                                      | 中学校                 | 高等学校 |
| ------------- | ------------------------------------------- | ---------------------- | -------- |
| 昭和橋通1丁目 | 名古屋市立昭和橋小学校                      | 名古屋市立昭和橋中学校 | 尾張学区 |
| 昭和橋通2丁目 | 名古屋市立昭和橋小学校                      | 名古屋市立昭和橋中学校 | 尾張学区 |
| 昭和橋通3丁目 | 名古屋市立昭和橋小学校                      | 名古屋市立昭和橋中学校 | 尾張学区 |
| 昭和橋通4丁目 | 名古屋市立昭和橋小学校                      | 名古屋市立昭和橋中学校 | 尾張学区 |
| 昭和橋通5丁目 | 名古屋市立中島小学校 名古屋市立西中島小学校 | 名古屋市立高杉中学校   | 尾張学区 |
| 昭和橋通6丁目 | 名古屋市立中島小学校 名古屋市立西中島小学校 | 名古屋市立高杉中学校   | 尾張学区 |
| 昭和橋通9丁目 | 名古屋市立西中島小学校                      | 名古屋市立高杉中学校   | 尾張学区 |

## 交通
- 国道1号[2]
- 名古屋市道名古屋環状線[3]

## 施設
- 昭和橋郵便局[2]
- 昭和橋幼稚園[2]
- スーパージャンボ

## その他

### 日本郵便
- 郵便番号 : 454-0852[WEB 3]（集配局：中川郵便局[WEB 12]）。

### WEB
1. 1 2  “愛知県名古屋市中川区の町丁・字一覧”.   人口統計ラボ. 2017年10月7日閲覧。
2. 1 2  “町・丁目(大字)別、年齢(10歳階級)別公簿人口(全市・区別)”.   名古屋市 (2019年1月23日). 2019年1月23日閲覧。
3. 1 2  “郵便番号”.  日本郵便. 2019年2月10日閲覧。
4. ↑  “市外局番の一覧”.   総務省. 2019年1月6日閲覧。
5. ↑  名古屋市役所市民経済局地域振興部住民課町名表示係 (2015年10月21日). “中川区の町名一覧”.   名古屋市. 2017年10月7日閲覧。
6. ↑  名古屋市役所総務局企画部統計課統計係 (2005年7月1日). “（刊行物）名古屋の町(大字)・丁目別人口 (平成12年国勢調査) 中川区” (xls). 2017年10月8日閲覧。
7. ↑  名古屋市役所総務局企画部統計課統計係 (2007年6月29日). “平成17年国勢調査　名古屋の町(大字)別・年齢別人口 中川区” (xls). 2017年10月8日閲覧。
8. ↑  名古屋市役所総務局企画部統計課統計係 (2012年6月29日). “平成22年国勢調査　名古屋の町(大字)別・年齢別人口 中川区” (xls). 2017年10月8日閲覧。
9. ↑  名古屋市役所総務局企画部統計課統計係 (2017年7月7日). “平成27年国勢調査　名古屋の町(大字)別・年齢別人口” (xls). 2017年10月8日閲覧。
10. ↑  “市立小・中学校の通学区域一覧”.   名古屋市 (2018年11月10日). 2019年1月14日閲覧。
11. ↑  “平成29年度以降の愛知県公立高等学校（全日制課程）入学者選抜における通学区域並びに群及びグループ分け案について”.   愛知県教育委員会 (2015年2月16日). 2019年1月14日閲覧。
12. ↑  郵便番号簿 平成29年度版 - 日本郵便. 2019年02月10日閲覧 (PDF)

### 書籍
1. 1 2 3 4 5 6  名古屋市計画局 1992, p. 816.
2. 1 2 3 4 5  「角川日本地名大辞典」編纂委員会 1989, p. 1487.
3. 1 2 3 4  名古屋市計画局 1992, p. 465.